# 金方荣
金方荣（1931年5月—2017年8月24日），安徽寿县人，中华人民共和国政治人物。

## 生平
1949年2月，参加革命工作，1954年6月，加入中国共产党。历任支前工作队员、肥东县反匪反霸工作队员、皖北公安局科员、省公安厅科员、省委驻宣城南宝大队工作组组长、省公安厅副科长、阜阳地区政工组组织组副组长、阜阳地委组织部副部长、安徽煤炭公司组织部长。1983年4月，起历任安徽煤炭公司党委副书记。1985年4月至1986年4月，任安徽省司法厅副厅长、党组副书记，1986年4月，起历任中共安徽省委组织部副部长、常务副部长，省委督查组督查员。1997年2月，离休。2017年8月22日在合肥逝世，享年87岁。